# Medborgarpartiet i Gislaved
Medborgarpartiet i Gislaved (MiG) är ett lokalt politiskt parti i Gislaveds kommun.

## Historik
Medborgarpartiet bildades inför valet 2022. Partiet bildades efter ett missnöje kring välfärdspolitiken i kommunen. I valet blev partiet näst största parti och fick 18,51 % och nio mandat i kommunfullmäktige.

## Valresultat
| År   | Röster | %     | Mandat  |
| ---- | ------ | ----- | ------- |
| 2022 | 3 211  | 18,51 | 9 av 49 |